# Thecidellinidae
Thecidellinidae is een familie van de armpotigen (Brachiopoda) uit de orde van de Thecideida.

## Taxonomie
De familie is als volgt onderverdeeld:
- Onderfamilie Thecidellinae Elliott, 1953[2]
  - Geslacht Kakanuiella Lee & Robinson, 2003[3]
  - Geslacht Minutella Hoffmann & Lüter, 2010[4]
  - Geslacht Thecidellina Thomson, 1915[5]